# Pan Ibrahim i kwiaty Koranu
Pan Ibrahim i kwiaty Koranu (fr. Monsieur Ibrahim et les fleurs du Coran) – powieść autorstwa Érica-Emmanuela Schmitta opowiadająca o jedenastoletnim chłopcu. We Francji została wydana w 2001 roku, w Polsce w 2005 przez wydawnictwo Znak.